# Arboricultura

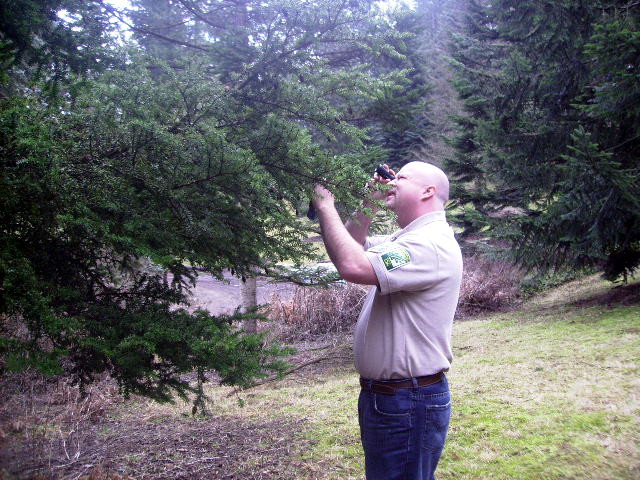
O arborista inglês James Kinder

Arboricultura é a ciência que compreende a seleção, propagação, e talha de árvores ou arbustos, assim como o estudo de seu crescimento.
Podem ser árvores para diferentes fins como:
- árvore frutífera
- madeira, ou casco como o Sobreiro
- ornamental, como nos espaços públicos, ou mais gênero arbusto

Não se deve confundir a arboricultura com:
- Engenharia silvícola, que se ocupa de gerir uma floresta, enquanto a arboricultura se refere a árvore por árvore, como num jardim
- Arborescultura, que é a escultura com árvores.

Arborista é o profissional especialista em cuidar da árvores.